# Sports Illustrated
Sports Illustrated, créé le 19 août 1954, est un des plus importants magazines sportifs hebdomadaires américains. Il compte trois millions d'abonnés et est lu par environ 23 millions de personnes chaque semaine.
Un numéro spécial maillot de bain est publié une fois par an depuis 1964 : Sports Illustrated Swimsuit Issue.

## Histoire
Deux premiers magazines appelés Sports Illustrated ont vu le jour dans les années 1930 puis dans les années 1940, mais chacun a rapidement échoué.
Plus tard, Henry Luce (cofondateur du Time) décidé de lancer un magazine sportif couvrant toute l'actualité sportive du pays après avoir considéré qu'aucun magazine ne remplissait ce rôle et qu'il existait un marché. À cette époque, le sport est peu traité dans les quotidiens nationaux car les journalistes n'y prêtent aucune attention sérieuse, et aucun ne voit comment un magazine sportif puisse être rempli tout au long de l'année (surtout durant la période hivernale). Nombreux conseillèrent donc à Luce de ne pas se lancer dans ce projet avant de se rétracter.
Après avoir proposé 200 000 dollars dans une enchère pour racheter le nom Sport pour le nouveau magazine en vain, Henry Luce achète les droits pour le nom de Sports Illustrated pour seulement 10 000 dollars. Le but de ce nouveau magazine était d'être non un magazine de sport, mais le magazine des sports. Les collaborateurs de Luce se moquèrent de son idée et certains intellectuels proposaient de choisir des noms tels que "Muscle", "Jockstarp" (slip à coquilles) ou « transpiration de chaussettes ». Lancé le 16 août 1954, après quelques doutes les premières semaines quant à sa popularité, le magazine devient vite un succès auprès de son lectorat.
Depuis 1954, Sports Illustrated décerne chaque année le trophée du Sportif de l'année. Théoriquement ouvert aux sportifs du monde entier, cet honneur est presque exclusivement réservé aux sportifs américains[réf. nécessaire].
Chaque mois de février sort un numéro spécial maillot de bain (« swimsuit issue »), présentant une femme mannequin dans cette tenue en couverture (même si initialement, la photo était à l'intérieur du magazine). Créé en 1963-1964 pour relancer les ventes du journal en hiver pendant le creux de la période des compétitions sportives, il est devenu une institution et un succès en matière de ventes. Doté d'un potentiel érotique éloigné de l'objectif purement sportif du magazine, il a vu se succéder des personnalités comme Heidi Klum, Naomi Campbell, Kate Upton, Elle Macpherson ou encore Paulina Porizkova.

### 2019: Vente à Authentic Brands Group
En 2018, Time, propriétaire de Sports Illustrated, est racheté par Meredith Corporation. Meredith vend en 2019 Sports Illustrated à Authentic Brands Group pour 110 millions de dollars.
Authentic Brands Group accorde en 2019 une licence à The Arena Group pour éditer Sports Illustrated.
En novembre 2023, les journalistes du magazine se désolidarisent de leur éditeur, The Arena Group, devant des articles rédigés dans une langue maladroite, et signés par des personnes qui en réalité n'existent pas. Il pourrait s'agir d'articles rédigés par intelligence artificielle. The Arena Group dément, indiquant qu'il s'agit d'articles produits par une société tierce, avec qui elle met toutefois  fin au contrat devant la polémique.
En janvier 2024, à la suite d'une échéance de paiement non réalisée, Authentic Brands Group rompt l'accord de licence avec The Arena Group, qui annonce alors une « réduction significative » dans ses effectifs (plus de 100 personnes), les employés de Sports Illustrated étant concernés.
Le 18 mars 2024, Authentic Brands Group annonce avoir conclu un accord de licence d'une durée de dix ans (avec possibilités de prolongations) avec l'éditeur Minute Media,.

## Histoire des couvertures

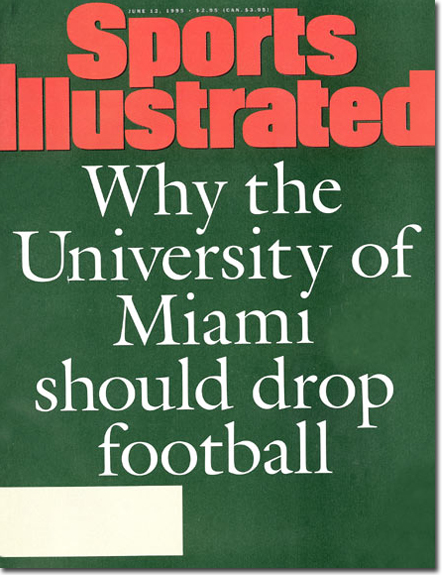
Couverture du 12 juin 1995.

| Sportif             | Sport              | Nombre de couvertures |
| ------------------- | ------------------ | --------------------- |
| Michael Jordan      | Basket-ball        | 50                    |
| Mohamed Ali         | Boxe anglaise      | 38                    |
| Kareem Abdul-Jabbar | Basket-ball        | 29                    |
| Tiger Woods         | Golf               | 24                    |
| Magic Johnson       | Basket-ball        | 23                    |
| Jack Nicklaus       | Golf               | 22                    |
| Tom Brady           | Football américain | 19                    |
| LeBron James        | Basket-ball        | 18                    |
| Kobe Bryant         | Basket-ball        | 17                    |

| Équipe                 | Sport              | Nombre de couvertures |
| ---------------------- | ------------------ | --------------------- |
| Yankees de New York    | Baseball           | 71                    |
| Lakers de Los Angeles  | Basket-ball        | 67                    |
| Cowboys de Dallas      | Football américain | 48                    |
| Red Sox de Boston      | Baseball           | 45                    |
| Bulls de Chicago       | Basket-ball        | 45                    |
| Celtics de Boston      | Basket-ball        | 44                    |
| Dodgers de Los Angeles | Baseball           | 40                    |
| Reds de Cincinnati     | Baseball           | 37                    |
| 49ers de San Francisco | Football américain | 33                    |

| Sport                                  | Nombre de couvertures |
| -------------------------------------- | --------------------- |
| Baseball                               | 628                   |
| Football américain professionnel (NFL) | 550                   |
| Basket-ball professionnel (NBA         | 325                   |
| Football américain universitaire       | 202                   |
| Basket-ball universitaire              | 181                   |
| Golf                                   | 155                   |
| Boxe anglaise                          | 134                   |
| Hockey sur glace                       | 100                   |
| Athlétisme                             | 99                    |
| Tennis                                 | 78                    |

## Déclinaisons
Outre sa version hebdomadaire, Sports Illustrated se décline sous plusieurs versions :
- Sports Illustrated KIDS magazine (950 000 ventes moyennes au numéro). Lancé en janvier 1999, il a remporté onze fois le "Distinguished Achievement for Excellence in Educational Publishing" et sept fois le "Parents' Choice Magazine Award".
- Sports Illustrated Almanac. Publication annuelle lancée en 1991 compilant les résultats et statistiques de l'année écoulée.
- SI.com. Site internet lancé le 17 juillet 1997.
- Sports Illustrated Women magazine (400 000 ventes maximum au numéro). Lancé en mars 2000[12], il cesse sa parution en décembre 2002 en raison de la crise du marché publicitaire.
- Sports Illustrated on Campus magazine. Lancé le 4 septembre 2000, il est consacré au sport universitaire et est distribué gratuitement sur 72 campus. Un million de lecteurs de 18 à 24 ans. Cessa sa parution en décembre 2005 en raison de la crise du marché publicitaire.